# Cristian Aldana
Pour les articles homonymes, voir Aldana (homonymie).
 (janvier 2017).
Si vous disposez d'ouvrages ou d'articles de référence ou si vous connaissez des sites web de qualité traitant du thème abordé ici, merci de compléter l'article en donnant les références utiles à sa vérifiabilité et en les liant à la section « Notes et références ».
Cristian Aldana (né à Buenos Aires le 5 mai 1971) est un chanteur et guitariste, membre du groupe argentin El Otro Yo.

## Biographie

### Enfance et débuts
Humberto Cristian Aldana est né à Temperley. Durant son enfance dans le sud du Grand Buenos Aires, il vit avec sa sœur et sa mère dans une église à la suite de la séparation de ses parents. Peu après, ceux-ci se réunissent, lui permettant ainsi de retourner à Temperley.
À la fin des années 1980, Humberto Cristian Aldana et sa sœur, María Fernanda Aldana, jouent de la musique chez eux à Temperley avec la guitare sèche de leur père Humberto (qui était chanteur de boleros et de tangos dans les bars), puis avec un orgue qu'ils reçoivent en cadeau. Leur premier groupe se nomme The Friends. Il joue de la guitare et chante, sa sœur joue du clavier et deux amis se chargent de la basse et de la batterie. Ils donnent leur premier concert à l'université de Cristian. Le groupe jouait des reprises de Sumo, Virus, Soda Stereo et Miguel Mateos, entre autres.
En revenant d'un concert de Todos Tus Muertos, Cristian fait la connaissance du groupe Los Apáticos, qu'il avait vus jouer devant une église à Turdera et qui avait été fasciné par leurs paroles. Ils lui disent qu'ils ne pourront plus jouer, faute de guitariste. Cristian propose donc de les rejoindre. Il est accepté et se charge de la guitare et des chœurs. 

### Carrière avec El Otro Yo
En 1987, Cristian Aldana décide de fonder un groupe avec sa sœur María Fernanda. C'est ainsi qu'ils créent El Otro Yo. Dans la composition initiale, il n'est que chanteur. Après le départ de leur guitariste, il prend aussi en charge la guitare. En janvier 1988, le groupe enregistre sa première démo, et en 1993, ils sortent leur première cassette, intitulée Los Hijos de Alien.
Cristian étudie la publicité et le cinéma avant de se décider à faire de la musique avec sa sœur. Il trouve un poste d'apprenti dans une imprimerie afin de pouvoir acheter des instruments de musique pour lui et sa sœur. Ensuite, il travaille dans une fabrique de bobines, dans une association d'agences de tourismes et dans le cabinet de comptable d'un ami à lui.
La musique de Cristian Aldana correspond à de nombreux styles, parmi lesquels le punk et son esthétique crue, comme dans ses morceaux Licuadora mutiladora, Nuevo Orden, Sexo en el elevador ou Territorial Pissings (reprise de Nirvana dans le disque live Contagiándose la Energía del Otro sorti en 2000). Cristian Aldana fait également preuve d'un côté plus léger avec des morceaux comme Arruncha, Nuevo ou El Destino, ainsi qu'un autre plus calme dans Debe Caminar, Perro et Tu Ángel.
La guitare que joue Cristian Aldana aux concerts du groupe est une Gibson Les Paul. El Otro Yo a tourné dans plusieurs endroits d'Amérique Latine : l'Argentine, le Chili, l'Uruguay, le Pérou, le Mexique. Ils ont également joué aux États-Unis.

## L'Union des musiciens indépendants (UMI)
Cristian Aldana rejoint l'UMI, une organisation qui lutte pour l'amélioration des moyens de production de musique indépendante et auto-gérée. Il en deviendra le président.

## Démêlés judiciaires
Cristian Aldana est aujourd'hui[Quand ?] poursuivi pour abus sexuel grave et attouchement, ainsi que pour corruption de mineurs en sa qualité d'auteur.[réf. nécessaire]